# 松山冴花
松山 冴花（まつやま さえか、1980年12月10日 - ）は、兵庫県西宮市生まれ、ニューヨーク在住のヴァイオリン奏者。

## 経歴
2歳からヴァイオリンを始める。石川誠子、小栗まち絵に師事。1990年、家族とともにニューヨークへ渡り、ジュリアード音楽院プレカレッジに入学し、1999年、学士号取得、2005年、修士課程修了、その後アーティスト・ディプロマコースに進む。これまでに、ロバート・チェン、ドロシー・ディレイ、グレン・ディクテロウ、ドナルド・ワイラースタイン、マイケル・ギルバート、ロナルド・コープスに師事。

## コンクール歴
- 1992年　ジュリアード音楽院プレ・カレッジコンクールにおいて第1位。
- 1995年
  - ジュリアード音楽院プレ・カレッジコンクールで入賞。
  - 若い音楽家のためのチャイコフスキー国際コンクールで第2位、チャイコフスキー作品最優秀演奏者賞。
- 1998年
  - ナショナルコンペティション・イン・テキサスで第2位。
  - ジュリアード音楽院プレ・カレッジコンクールで入賞。
- 1999年　カール・ニールセン国際音楽コンクールで第2位、特別オーケストラ賞。
- 2000年　セントルイス交響楽団コンクールで大賞。
- 2003年　ハノーファー国際ヴァイオリン・コンクールで第2位。
- 2004年　第2回仙台国際音楽コンクール・ヴァイオリン部門で第1位、聴衆賞。
- 2005年　エリザベート王妃国際音楽コンクールで第4位。

## レコーディング
- 1999年　カール・ニールセン「ヴァイオリン協奏曲」（1999年、ブリッジ・レコーディングス、ライブ録音）